# Hans Lechner (Politiker, 1898)
Hans Lechner (* 21. Juni 1898 in Freising; † 1. August 1968 in Tutzing) war ein deutscher Politiker und von 1942 bis 1945 Bürgermeister von Freising.

## Leben
Der überzeugte Nationalsozialist Hans Lechner trat zum 4. Dezember 1926 der NSDAP bei (Mitgliedsnummer 48.129) und wurde 1933 SA-Obersturmbannführer in Freising und damit Befehlshaber der lokalen SA. In diesem Jahr wurde er zum „Sonderkommissar für Stadt und Bezirk Freising“ ernannt. Nach der Versetzung seines Vorgängers Karl Lederer als NSDAP-Kreisleiter von München wurde er 1942 Bürgermeister der Stadt Freising. Dieses Amt hatte er bis Kriegsende 1945 inne, als die amerikanischen Truppen am 29. April die Stadt einnahmen. Diese setzten für eine kurze Zeit Andreas Rasch als seinen Nachfolger ein, der jedoch schon am 2. Mai durch Emil Berg abgelöst wurde. Über sein Leben nach dem Krieg ist nichts bekannt, er starb 1968 in Tutzing.